# Meilichius multimaculatus
Meilichius multimaculatus là một loài bọ cánh cứng trong họ Endomychidae. Loài này được Sasaji miêu tả khoa học năm 1970.